# Xã Warren, Quận Lucas, Iowa
Xã Warren (tiếng Anh: Warren Township) là một xã thuộc quận Lucas, tiểu bang Iowa, Hoa Kỳ. Năm 2010, dân số của xã này là 258 người.